# András Veres (episcop)
András Veres (n. 30 noiembrie 1959, Pócspetri, Districtul Nyírbátor, Szabolcs-Szatmár-Bereg, Ungaria) este un episcop romano-catolic maghiar.